# بتروكيميجا
بتروكيميجا (Petrokemija) هي شركة كيميائية كرواتية متخصصة في تصنيع الأسمدة الزراعية. تأسست عام 1968 كفرع لشركة النفط الحكومية شركة إينا. في أواخر التسعينيات تمت خصخصتها وفي عام 1998 تم تأسيسها كشركة مساهمة مستقلة وتم إدراجها في بورصة زغرب. بتروكيميجا هي ثاني أكبر مُصدِّر في كرواتيا بعد شركة إينا، وهي واحدة من 24 شركة مدرجة في مؤشر الأسهم كروبيكس.